# Гомология (проективная геометрия)

Гиперболическая гомология с осью и центром. Показано построение точки, соответствующей точке,
если дана пара соответствующих точек.

Гомоло́гия — проективное преобразование проективной плоскости, которое оставляет неподвижными все точки некоторой прямой {\displaystyle l}, называемой осью гомологии. Если гомология не является тождественным отображением, то все прямые, проходящие через любую пару различных соответствующих точек, также проходят через некоторую точку {\displaystyle S}, являющуюся неподвижной и называемую центром гомологии. Если центр находится на оси гомологии, то она называется параболической, особенной, сдвигом или элацией, если нет, то гиперболической или неособенной. В некоторых книгах гомологией называют только гиперболические гомологии, а сдвиги и тождественное отображение к ней не относят.
Пусть {\displaystyle A} — точка, не являющаяся неподвижной, {\displaystyle A'} — её образ, а {\displaystyle S} — центр гиперболической гомологии. Если {\displaystyle M} — точка пересечения прямой {\displaystyle AS} с осью гомологии, то двойное отношение {\displaystyle (SM,AA')} не зависит от выбора точки {\displaystyle A} и называется модулем или константой гомологии. Гомология с константой, равной −1, называется гармонической и является инволюцией.